# اوئه‌سوگی سادازانه
اوئه‌سوگی سادازانه (به ژاپنی: 上杉定実 Uesugi Sadazane); ۱ ژانویهٔ ۱۴۷۸ – ۱۴ مارس ۱۵۵۰) سامورایی اهل ژاپن بود. وی شوگو (فرماندار نظامی) در ولایت اچیگو بود.